# Thomas Harriot
Pour les articles homonymes, voir Thomas et Harriot.
Thomas Harriot, Harriott, Hariot, voire Heriot, né à Oxford en 1560 et mort à Londres le 2 juillet 1621, est un mathématicien et astronome anglais.
On lui doit, avec François Viète, les premières notations d'algèbre moderne ; on lui attribue généralement l'apport des symboles d'inégalité « < » et « > ». En astronomie, il effectua  les premiers dessins de la Lune au travers d'une lunette astronomique, le 26 juillet 1609, quatre mois avant Galilée. En physique, on lui doit les premiers travaux de la théorie de la réfraction.

## Biographie

### Le cartographe
Élève de St. Mary Hall, à Oxford, il y suivit les enseignements de Richard Hakluyt.
Licencié ès arts de l’université d’Oxford en 1582, il commença sa carrière comme précepteur dans la maison de Walter Raleigh puis exerça ses talents comme cartographe et comptable pour le compte de son protecteur. Il participa à la conception des navires de l'explorateur et enfin, en 1585–1586, il participa en compagnie de Robert Hues à l’expédition dirigée par Richard Grenville, que finançait Raleigh, vers la Virginie. Lors du voyage, il aurait eu à déterminer la façon la plus économique d'empiler des boulets de canon, problème à l'origine de la théorie des empilements de sphères.
Faisant partie de la petite colonie de Roanoke qui s’établit cette année-là dans les Outer Banks, près du cap Hatteras, il apprit l'algonquin et explora, puis cartographia, la baie de Chesapeake (novembre 1585).
Il rentra en Angleterre en 1586 grâce à l’expédition de Francis Drake sur Saint-Domingue. L'année suivante il rédigea ses comptes rendus de voyage. Ce rapport, qui décrit brièvement les populations amérindiennes découvertes pendant l'expédition, aura par la suite une grande influence sur les explorateurs et les colons anglais.
En 1588, il publia enfin le récit de son séjour dans le Nouveau Monde, son seul livre anthume : A Briefe and True Report of the New Found Land of Virginia. La même année, il mit au point une grammaire de l’algonquin, dont il ne subsiste que quelques feuillets.

### Le mathématicien

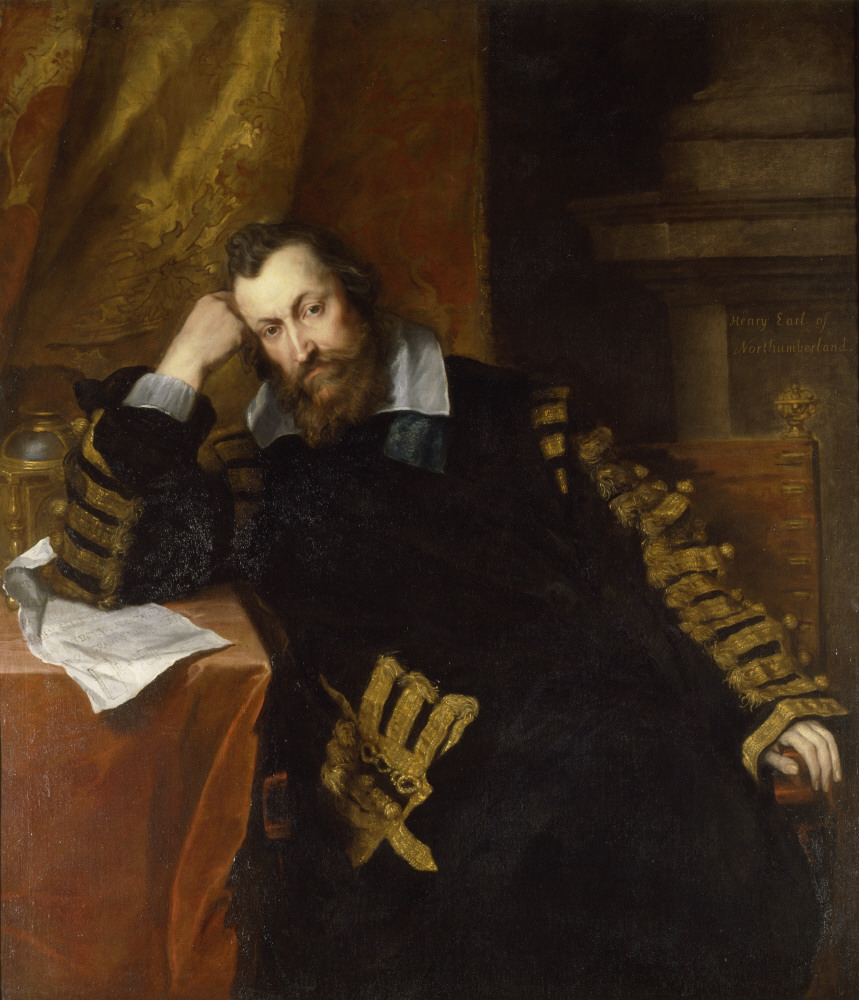
Henry Percy, le protecteur de Walter Warner.

Dans les années qui suivirent son retour d'Amérique, Harriot étudia l’algèbre avec John Dee, puis, au début des années 1590, il s’enthousiasma pour cette technique à la lecture des ouvrages de François Viète. Ouvertement accusé d'athéisme, il devint l'un des protégés du comte de Northumberland, Henry Percy. Des spécialistes d’histoire élisabéthaine (Bradbrook par exemple) l’ont soupçonné d’avoir été membre d’une mythique École de la nuit. Il semble en réalité s'agir d'une mystification.
Vers 1600, il obtint empiriquement la loi des sinus en optique mais ne la publia pas. En 1603, il commença sa correspondance avec Johannes Kepler (1603-1610)
En 1605, Walter Raleigh et Henry Percy furent incarcérés à la suite de la conspiration des Poudres. Le comte était accusé de complicité avec son cousin au second degré, Thomas Percy. Harriot lui-même fut brièvement emprisonné, mais obtint sa relaxe un mois plus tard.
Le comte de Northumberland, qui ne devait recouvrer sa liberté qu'après seize ans de geôle, continua néanmoins à le pensionner et à recevoir ses visites et celles de ses autres protégés dans la tour de Londres. On garde ainsi le souvenir des soupers d'Henri, le « Wizard Earl », et de ses trois mages.

### Le physicien
En 1607, Harriot s'intéressa à l'astronomie au passage de la comète de Halley.
Informé des recherches de Galilée, il fut le premier en Angleterre (avec son ami William Lower) à utiliser une lunette astronomique, avec laquelle il observa et dessina le premier les cratères lunaires en juillet 1609 et les évolutions des planètes médicéennes (1610-1611). Il dessina également les taches solaires, qu’il observait à l’œil nu. Cet intérêt le rapprocha de l'astronome John Protheroe.
On lui doit également  de nombreuses expériences de pesée et de chimie.
En tant que géographe, il étudia surtout la trigonométrie sphérique et établit la théorie mathématique de la projection que Gerardus Mercator n’avait construite que par des tracés approchés.
En 1615, il eut à déplorer la mort de son ami et collaborateur l'astronome William Lower ; en 1616, Thomas Harriot manifesta les premiers symptômes d’un cancer des fosses nasales, dont il nota lui-même l’évolution à partir de 1618. Ce cancer des lèvres, ou de la peau, progressa jusqu'en 1621. Il vivait, lors de ces dernières années, avec un ami du nom de Thomas Buckner sur Threadneedle Street, où il mourut le 2 juillet.

### Une édition difficile
Ses notes, rassemblées après son décès, couraient sur 4 000 pages. Elles offraient des innovations algébriques que ses éditeurs ne pouvaient comprendre. Entre autres, il semble qu'Harriot admettait les racines négatives et les racines complexes et se passait totalement de rhétorique dans le brouillon de ses calculs. Cette mécanisation de l'analyse spécieuse marquait un pas important dans la mise en place de notre symbolique algébrique actuelle. Elle fut ignorée jusqu'en 1632, lorsque ses œuvres mathématiques parurent enfin en latin sous le titre d'Artis Analyticæ Praxis, et encore ne parurent-elles qu'incomplètement, ni Walter Warner, ni Nathanael Tarporley (qu'Harriot avait chargé de ce travail), ni l'astronome John Protheroe, ne pouvant le conduire à terme. Ces ouvrages, fort appréciés de John Wallis, ont joué néanmoins un rôle essentiel dans la tradition algébrique anglaise.

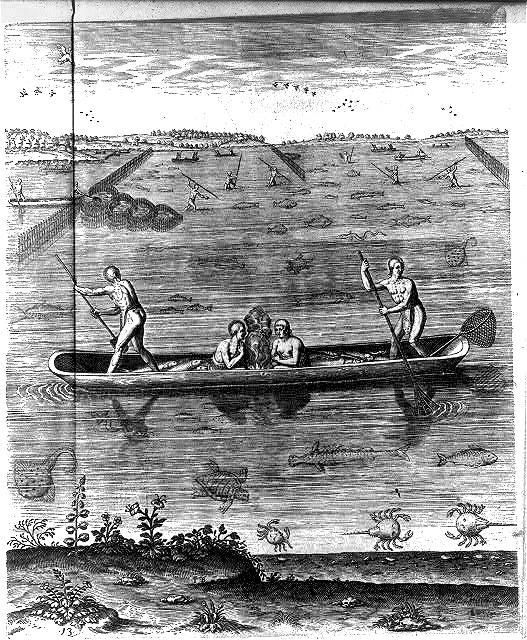
La baie de Pamlico, dessinée par John White (1590). Harriot y passa une année à explorer la Virginie et à étudier la culture et les mœurs des Algonquins.

Une véritable traduction de ces œuvres mathématiques fut donnée en 2007.
Pour célébrer le 400e anniversaire des premières observations d'Harriot, une manifestation a eu lieu à Syon House, à l'ouest de Londres, le 26 juillet 2009. L'événement était parrainé par la Royal Astronomical Society. Les documents originaux des observations astronomiques d'Harriot sont exposés au Musée de la Science de Londres pour l'année 2009. L'observatoire du collège William et Mary a été nommé en son honneur. Un cratère de la face cachée de la Lune a reçu son nom en 1970.

### Un apport contrasté
Quoique l'œuvre mathématique de Thomas Harriot ne fût pas publiée — ni comprise — de son vivant, et qu'elle ne fut publiée que de façon tronquée (jusqu'en 2007), certains commentateurs anglophones n'hésitent pas à reprendre les propos de Wallis et à proclamer que cette œuvre marque un pas décisif dans l'histoire de l'algèbre moderne :
« Even though Harriot's contemporary, Viete, was among the first to use literal symbols to stand for known and unknown quantities, it was Harriott who took the crucial step of creating an entirely symbolic algebra. »
Les innovations d'Harriot en algèbre ne sont pas les seules qu'il ait tenues secrètes ; ainsi, on sait par une confidence de Lower qu'Harriot avait (re)découvert le moyen de déterminer les densités avant Marin Ghetaldi et qu'il avait envisagé que les orbites des planètes puissent ne pas être circulaires avant que Kepler ne publie qu'elles sont elliptiques. Walter Raleigh et les savants qui gravitaient autour du comte Percy estimaient d'ailleurs de leur devoir de garder le secret sur leurs découvertes.
Cela justifie, à l'opposé, le jugement qu'on faisait au XVIIIe siècle sur l'importance des travaux d'Harriot, comme en témoigne Alexandre de Montferrier, puis au XIXe siècle Michaud :

« Wallis a singulièrement grossi la liste des découvertes d'Harriot ; mais la plupart de celles dont il lui fait honneur appartiennent incontestablement à Viete ou à Descartes, dont Wallis s'attache à rabaisser le génie pour relever celui de son compatriote (voy. Joseph Wallis). Montucla a réduit à leur juste valeur les services du mathématicien anglais ; et ils sont assez grands pour lui mériter, dans un rang secondaire, une place parmi les hommes qui ont contribué aux progrès des sciences mathématiques. »

Voici le point de vue de Montucla :

« C'est à Harriot que l'analyse doit les premiers progrès qu'elle fit au-delà de ceux que Viete lui avait procurés le siècle précédent. On lui est redevable de l'importante découverte de la nature et de la formation des équations ; découverte ébauchée par Viete et qu'il développa avec beaucoup de sagacité. (…) Mais je ne vois pas beaucoup de mérite à avoir introduit l'usage des petites lettres au lieu des grandes, d'avoir écrit les puissances par des lettres répétés, comme aaa, au lieu de Ac, ainsi qu'on le faisait avant lui. Encore moins doit-on regarder comme des découvertes d'Harriot la manière de multiplier, de diviser, d'augmenter ou de diminuer les racines d'une équation sans les connaître, de faire disparaître le second terme, les fractions et les irrationalités : tout cela fut connu à Viète. »